# Приймак Володимир Іванович
Володимир Іванович Приймак (нар. 01 січня 1955 Вільхівці) — Заслужений журналіст України (2010), лауреат премії Національної спілки журналістів України «Золоте перо» (1992), член Національної спілки журналістів України (з 1986).
| Володимир Приймак  | Володимир Приймак |
| ------------------ | --- |
| Народився          | 1 січня 1955 (67 років)                                                                                               |
| Національність     | українець |
| Громадянство       | Україна |
| Alma mater         | Львівський державний університет імені Івана Франка, журналіст                                                        |
| Роки діяльності    | 1990-2015 - Городенківська газета «Край», Івано-Франківська ОДТРК «Карпати» - головний редактор, генеральний директор |
| Нагороди та премії | Заслужений журналіст України, лауреат премії Національної спілки журналістів України «Золоте перо»                    |

## Життєпис
Володимир Іванович Приймак (нар. 01 січня 1955 Вільхівці) — Заслужений журналіст України (2010), вищу освіту здобув на факультеті журналістики Львівського державного університету імені Івана Франка (1979).
27 вересня 1990 року сесія Городенківської районної ради першого демократичного скликання призначила головним редактором першого демократичного періодичного видання Городенківського району – газети «Край», однієї з перших 5-и, які були створені в Івано-Франківській області («Агро», «Галичина», «Коломийський вісник», «Дзвони Підгір’я», «Край»). Згодом - головний редактор, генеральний директор Івано-Франківської ОДТРК «Карпати» (2008-2015). Лауреат премії Національної спілки журналістів України «Золоте перо», Всеукраїнського радіотелевізійного фестивалю «Калинові острови», літературної премії імені Леся Мартовича, обласної журналістської премії імені Богдана Бойка. Автор книг «Сліди на росі» (2004), «Апостоли правди» (2012), «Дорогою до білих журавлів» (2018), «Білі тумани на ісході літа над Дністром» (2022).